# Zoubida Bouazoug
Zoubida Bouazoug (25 de janeiro de 1976) é uma judoca argelina que ganhou medalhas de bronze no evento +70 kg de peso nas duas Paraolimpíadas de Verão de 2008 e 2012.

## Carreira
Zoubida Bouazoug nasceu no dia 25 de janeiro de 1976 e representou a Argélia no judo. Ela participou no grupo de mulheres do evento de +70 kg nas Paraolimpíadas de Verão de 2008 em Pequim, China. Ela recebeu um bye no primeiro round e enfrentou a judoca chinesa Yuan Yanping na semifinal. Bouazoug perdeu a partida e enfrentou Sara de Pinies, da Espanha, numa partida para a medalha de bronze. Ela ganhou o combate e, consequentemente, a medalha.
Nos Jogos Mundiais da IBSA em Antália, na Turquia, Bouazoug competiu em ambos os eventos de +70 kg e abaixo de 78 kg. Ela terminou em quinto no +70 kg e ganhou uma medalha de prata no sub-78 kg. Competindo nos Jogos Paraolímpicos de 2012 em Londres, Inglaterra, Bouazoug lutou com Yanping no primeiro turno, que havia conquistado a medalha de ouro em Pequim. Yanping derrotou Bouazoug e manteve o seu título em Londres. Bouazoug, enquanto isso, abriu caminho pela re-pescagem. Ela lutou por uma medalha de bronze contra Celine Manzuoli da França e Bouazoug venceu a partida e a medalha, derrotando Manzuoli por waza-ari.